# الكنيسة الكاثوليكية القديمة
الكنيسة الكاثوليكية أو الكَثُلِيَّة القديمة جماعة مسيحية أسسها كاثوليك ذوي أصول جيرمانية فصلوا أنفسهم عن الكنيسة الرومانية الكاثوليكية بعد أن رفضوا مقررات المجمع الفاتيكاني الأول عام 1870، خصوصاً بسبب إقرار المجمع لعقيدة العصمة البابوية.

## تاريخها
بدأت الحركة الكاثوليكية القديمة بشكل معلن في سبتمبر/أيلول عام 1870 عندما اجتمع 1400 من الأساتذة الكاثوليك في نورمبيرغ تحت قيادة القسيس المؤرخ الألماني يوهان جوزيف إغناز فون دولنبيرغ، وأصدروا تصريحاً ينكرون فيه عقيدة العصمة البابوية واصفين إياها بأنها «اختراع مضاد للإيمان التقليدي للكنيسة». نال المجتمعون حينها التشجيع والتقدير من عدد كبير من الساسة والأكاديميين والمسؤلين الحكوميين، وأثنت عليهم صحف التيار الليبرالي في كل مكان. كان ذلك التصريح بداية مشوار الانشقاق عن الكنيسة الرومانية، على الرغم من أن غالبية الأساقفة الكاثوليك في ألمانيا كانوا قد اجتمعوا في الشهر السابق لذلك اللقاء للتعبير –في رسالة رعوية- عن موقفهم المؤيد لعقيدة العصمة. وفي 30 أغسطس/آب بعث هيفيلي أسقف روتردام برسالة تتحدث عن الموضوع لكهنته، ومع نهاية عام 1870 سار جميع الأساقفة النمساويين والسويسريين بحذوه.
وبين يومي 22 و24 سبتمبر/أيلول 1871 عقد في ميونخ أول مؤتمر للحركة الكاثوليكية القديمة، قبل ذلك بعدة أشهر يوم 17 أبريل/نيسان كان رئيس أساقفة ميونخ قد أعلن الحرمان الكنسي بحق دولنبيرغ. حضر المؤتمر 300 مفوض من ألمانيا والنمسا وسويسرا، بالإضافة إلى مدعويين وأصدقاء من هولندا وفرنسا وإسبانيا والبرازيل وإيرلندا، وممثلين عن الكنيسة الأنجليكانية مع بروتستانت ألمان وأمريكيين. كان للبروفيسور فريدريك فون شولت أستاذ العقيدة من براغ دور رائد في أحداث هذا المؤتمر والاجتماعات التالية التي تبعته. ومع حلول عام 1874 أسست كنيسة جديدة برسامة أسقف لها على يد أسقف ينسيني من كنيسة أوترخت، التي كانت قد انفصلت بدورها عن الكنيسة الرومانية عام 1724 في انشقاق اعتبر فاتحة الحركة الكاثوليكية القديمة.

## إيمانها
دونت عقائد الكنيسة في إعلان أوترخت عام 1889، رفضت فيها الشركة الإيمانية مع البابا وأنكرت عدة عقائد وممارسات رومانية كاثوليكية، وسمحت لقساوستها بالزواج وقررت بأن سر الاعتراف هو خياري وليس إجباري للمؤمن. ولكنها حافظت على التقليد والطقس الروماني مع السماح باستعمال اللغات العامية في الصلاة.
وضع دولنبيرغ أسس دعوة الكنائس الكاثوليكية القديمة في ثلاث نقاط رئيسية، هي:
1. الشهادة للحق ضد الأخطاء الجديدة خصوصا التطوير الاعتباطي والكارثي لفقرات حديثة في الإيمان.
2. التقديم التدريجي لكنيسة تكون أقرب وأكثر مطابقة للكنيسة القديمة غير المنقسمة.
3. تكريس الكنيسة كأدات في سبيل تحقيق وحدة مستقبلية عظيمة لجميع الكنائس المسيحية المنفصلة.

أخذت الكاثوليكية القديمة هذه النقاط كمباديء أساسية لها، وانطلاقاً منها يلتزم أتباعها بعدم تعليم أي شيء يخالف عقيدة وتقليد كنيسة روما الكاثوليكية ما قبل الانشقاق. تقبل الكنائس الكاثوليكية القديمة الكتب المقدسة وتعاليم الرسل وتعترف بمجمع نيقية، والمقررات العقائدية للمجامع المسكونية السبع الأولى (التي تعترف بها الكنيسة الرومانية الكاثوليكية). وتؤيد كذلك المباديء المجمعية للكنيسة وتحفظ مكانة كبيرة للتقليد الكنسي. وتقبل سبعة أسرار مقدسة كممارسات إجبارية في حياة الكنيسة. تعتبر الأسقفية كنعمة موهوبة من الله للكنيسة، وفيها يكون جميع الأساقفة الكاثوليك متساوون في المكانة، وتتم رسامتهم عن طريق تسلسل رسولي غير منقطع من أيام تلاميذ المسيح.

## الانتشار
انتشرت الكاثوليكية القديمة من ألمانيا إلى المناطق المجاورة في سويسرا والنمسا ومن ثم إلى دول وأمم أخرى، فوصلت إلى الولايات المتحدة عام 1885، وهناك أسست عام 1897 كنيسة أمريكا الوطنية البولونية الكاثوليكية، التي تعتبر إحدى أولى مجموعات الكاثوليكية القديمة في البلاد. وفي عام 1968 أبصرت النور أحدث كنائس هذه الحركة وهي كنيسة المسيح الكاثوليكية. وقد بلغ عدد أعضاء الكنائس الكاثوليكية القديمة المختلفة في الولايات المتحدة سنة 1990 قرابة الخمسمئة ألف شخص. وفي أوروبا يقدر عدد أتباعها اليوم بأربعين ألف عضو.

## العلاقات المسكونية
نص ثالث مبادئ دولنبيرغ على التزام الكنيسة الكاثوليكية القديمة بالعمل من أجل الوحدة المسيحية، وتم التأكيد على ذلك في مؤتمر بون الأول حول الوحدة المسيحية عام 1874، وأعيد التأكيد على هذه النقطة في مؤتمرات الكنيسة التي عقدت في السنوات الخمس اللاحقة. عام 1931 تم الإعلان عن اتفاقية بون التي نصت على تأسيس شركة إيمانية كاملة بين الكنيسة الأنجليكانية والكنائس الكاثوليكية القديمة، وتبع ذلك الاتفاق اتفاق مشابه عقد عام 1946 بين كنيسة أمريكا الوطنية البولونية الكاثوليكية والكنيسة الأسقفية البروتستانتية في الولايات المتحدة الأمريكية. في فترة حبرية البابا يوحنا بولس الثاني أجريت حوارات مسكونية عالية المستوى بين الكنيسة الرومانية والكنائس الكاثوليكية القديمة، خصوصاً مع كنيسة أمريكا الوطنية البولونية الكاثوليكية.

## وصلات خارجية
- Union of Utrecht of The Old Catholic Churches
- Old-Catholic Church of the Netherlands
- Catholic Diocese of the Old Catholics in Germany
- Old-Catholic Church of Switzerland
- Old-Catholic Church of Austria
- Old-Catholic Church of the Czech Republic
- Old-Catholic Church of Slovakia
- Polish-Catholic Church of Poland